# ریتانا
ریتانا (به ایتالیایی: Rittana) یک کومونه در ایتالیا است که در استان کونیو واقع شده‌است.

## خصوصیات
ریتانا ۱۱٫۴ کیلومترمربع مساحت و ۱۴۰ نفر جمعیت دارد و ۷۵۳ متر بالاتر از سطح دریا واقع شده‌است.